# Willem Jacob 's Gravesande
Willem Jacob 's Gravesande ('s-Hertogenbosch, 27 september 1688 – Leiden, 28 februari 1742) was een Nederlands filosoof, wiskundige en natuurkundige. Hij droeg bij aan de verbreiding van de ideeën van zijn vriend Isaac Newton op het vasteland van Europa en gaf als eerste aanschouwelijk onderricht in de experimentele natuurkunde.
Hij was de oom van Laurens Storm van 's Gravesande.

## Leven

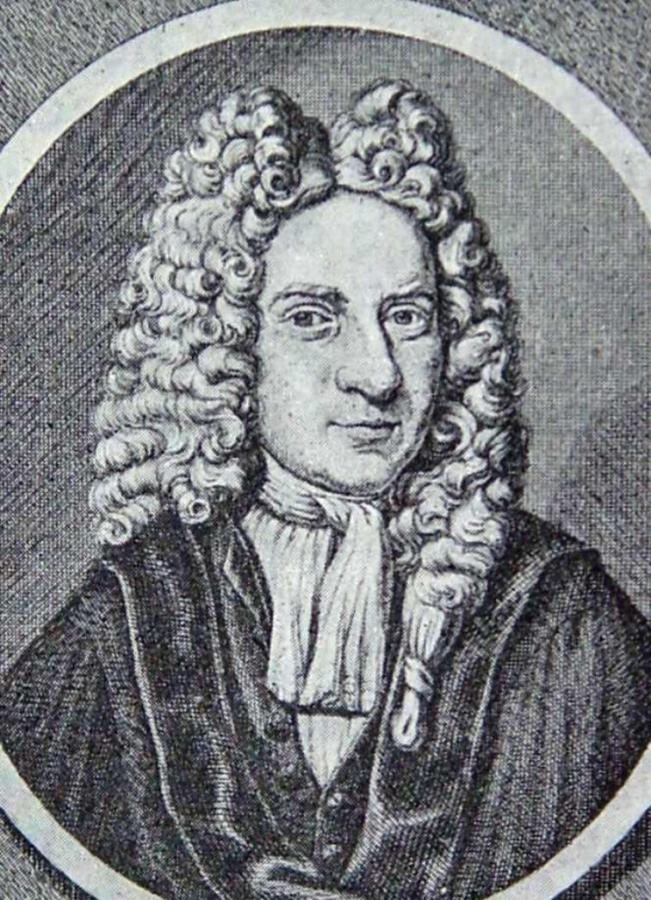
Willem Jacob 's Gravesande

Zijn grootvader was gouverneur van z'n geboortestad 's-Hertogenbosch. Zelf studeerde hij vanaf 1705 rechten in Leiden, samen met twee broers. Gezamenlijk vestigden zij zich als advocaat in Den Haag. Daarnaast legde Willem Jacob zich toe op wis- en natuurkunde. In 1711 gaf hij een Proeve over de doorzightkunde (Essai de perspective, perspectief) het licht, die door Bernoulli zeer geprezen werd.
In 1715 bezocht hij als lid van een gezantschap koning George I van Engeland, raakte bevriend met Isaac Newton en werd lid van de Royal Society. In 1717 werd hij hoogleraar in de natuurkunde en astronomie aan de Universiteit Leiden, waar hij de "behoedzame" onderzoeksmethode van Newton propageerde. Hij bestreed de opvattingen van Spinoza en Hobbes. 's Gravesande was een meester in het combineren en toegankelijk maken van filosofisch werk van zijn tijdgenoten.
Samen met Justus van Effen en Prosper Marchand richtte hij het tijdschrift Journal littéraire op. Voltaire en Albrecht von Haller kwamen zijn colleges over de natuurkunde van Newton volgen. Peter de Grote bood hem in 1724 een baan aan de Academie van Wetenschappen aan in Sint-Petersburg, maar Willem bedankte voor de eer.
In 1734 werd hij hoogleraar filosofie. Hij correspondeerde met Willem Buys en in 1737 met Frederik de Grote, maar ging evenmin op diens uitnodiging in om naar Berlijn te komen. Willem Jacob 's Gravesande overleed in 1742 op 53-jarige leeftijd te Leiden.

## Werk

### Experimentele natuurkunde en Newtons heraut
Willem hield zich voornamelijk bezig met onderzoek op het gebied van de mechanica en van de warmteleer. Zijn hoofdwerk is het eerste leerboek van de experimentele natuurkunde Physicis elementa mathematica, experimentis confirmata, sive introductio ad philosophiam Newtonianam (twee delen, Leiden 1720, met supplementen herdrukt in 1725 en 1742). In dit boek werden allerlei experimenten beschreven, onder meer met de toverlantaarn. Zijn verdiensten waren het uitdragen van de natuurkunde van Isaac Newton en de verbetering van het onderwijs. Hij was de eerste, die zijn colleges volledig verduidelijkte met een reeks natuurkundige proeven. Daarvoor ontwierp hij experimenten en bouwde hij toestellen, onder meer botsingstoestellen en een heliostaat. Instrumentmaker Jan van Musschenbroek (1687-1748), broer van Pieter van Musschenbroek maakte toestellen voor hem.

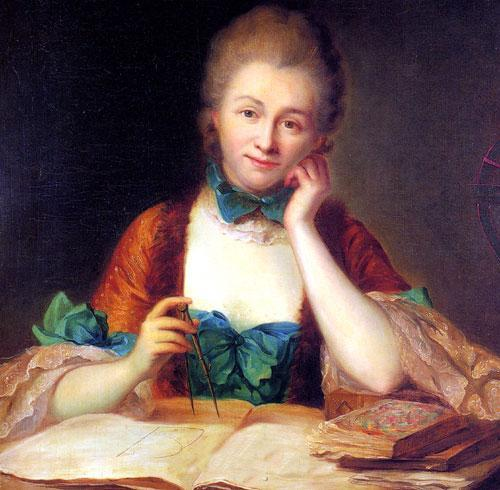
Émilie du Châtelet gebruikte 's Gravesandes resultaten voor de formule van de kinetische energie

### Kinetische energie
Een belangrijke bijdrage was zijn experiment met twee messing ballen die van verschillende hoogten en dus met verschillende snelheid op een zacht oppervlak van klei vielen. 's Gravesande toonde aan dat de diepte van de klei-indruk méér door de snelheid van de bal dan door zijn massa bepaald wordt. Newton en Descartes waren daar niet van overtuigd, maar Huygens en Leibniz wel.
In hedendaagse terminologie: de kinetische energie ({\displaystyle E_{k}={\tfrac {1}{2}}mv^{2}}) en niet de impuls ( {\displaystyle p=mv}) is hierbij doorslaggevend. Hij deelde de resultaten van de proeven mee aan Émilie du Châtelet, een van de weinige vrouwen in de achttiende-eeuwse wetenschap. Zij kwam tot de wiskundige formalisatie: E ∝ mv2. (Pas later werd wiskundig bewezen dat er een factor 1/2 aan toegevoegd moest worden.) Hiermee kreeg Leibniz' idee van een 'vis viva' de overhand ten koste van Newton's idee van een 'vis insita', waardoor 's Gravesande zijn eigen standpunt herzag - wat door de Newton-aanhangers destijds als niets minder dan verraad werd beschouwd.

## Proef van 's Gravesande
In het natuurkundeonderwijs draagt een demonstratie van de uitzetting van verhit metaal zijn naam.
Een metalen bolletje dat juist door een metalen ring op een standaard gehaald kan worden, blijkt na verhitting te groot voor de ring. Na afkoeling past de bol weer door de ring.

## Werken onder meer
- Natuurkunde: Physicis elementa mathematica, experimentis confirmata, sive introductio ad philosophiam Newtonianam, Leiden 1720
- Filosofie: Introductio ad Philophiam Metaphysicam et Logicam, in: Oeuvres philosophiques et mathematiques, 2 dln, 1774

## Een keuze uit het werk
- 's Gravesande, Welzijn, wijsbegeerte en wetenschap, Baarn, Ambo 1988, verzorgd door C. de Pater.